# Samardžije
Samardžije (szerbül: Самарџије), szerb falu Gradiška községben, Bosznia-Hercegovinában, Bosanska krajina területén, a Szerb Köztársaságban. 

## Fekvése
Bosznia-Hercegovina északi részén, a Potkozarje területén, Banja Lukától légvonalban 25, közúton 39 km-re észak-északnyugatra, községközpontjától légvonalban 17, közúton 21 km-re délnyugatra, a Kozara-hegység keleti lábánál, 150-250 méteres magasságban fekszik. 

## Népessége
| Nemzetiségi csoport | Népesség 1991 | Népesség 2013 |
| ------------------- | ------------- | ------------- |
| Szerb               | 195           | 157           |
| Bosnyák             | 0             | 0             |
| Horvát              | 2             | 1             |
| Jugoszláv           | 13            | 0             |
| Egyéb               | 1             | 4             |
| Összesen            | 211           | 162           |

## Története
A település határában a kora középkorban földvár állt, melynek nyomai a Gradić nevű magaslat platóján találhatók.
A boszniai háború idején a település a Boszniai Szerb Köztársaság része volt. A daytoni békeszerződést követő területfelosztásnál a település Bosanska Gradiška község részeként a Szerb Köztársaság területéhez került.

## Nevezetességei
- Gradić – kora középkori erődítmény maradványai. A lelőhely egy kiemelkedő magaslat ovális platóján található. A 40x35 méteres platót 3-4 méter széles földsánc védte. A kevés kerámia leletek alapján a lelőhely korát a kora középkorban határozták meg.[4]